# Dům Telegraf
Dům Telegraf stojí na území Městské památkové zóny v Karlových Varech v ulici Zámecký vrch 513/26. Budova je často označována za třetí nejstarší dům ve městě. Byl postaven v roce 1832.

## Historie

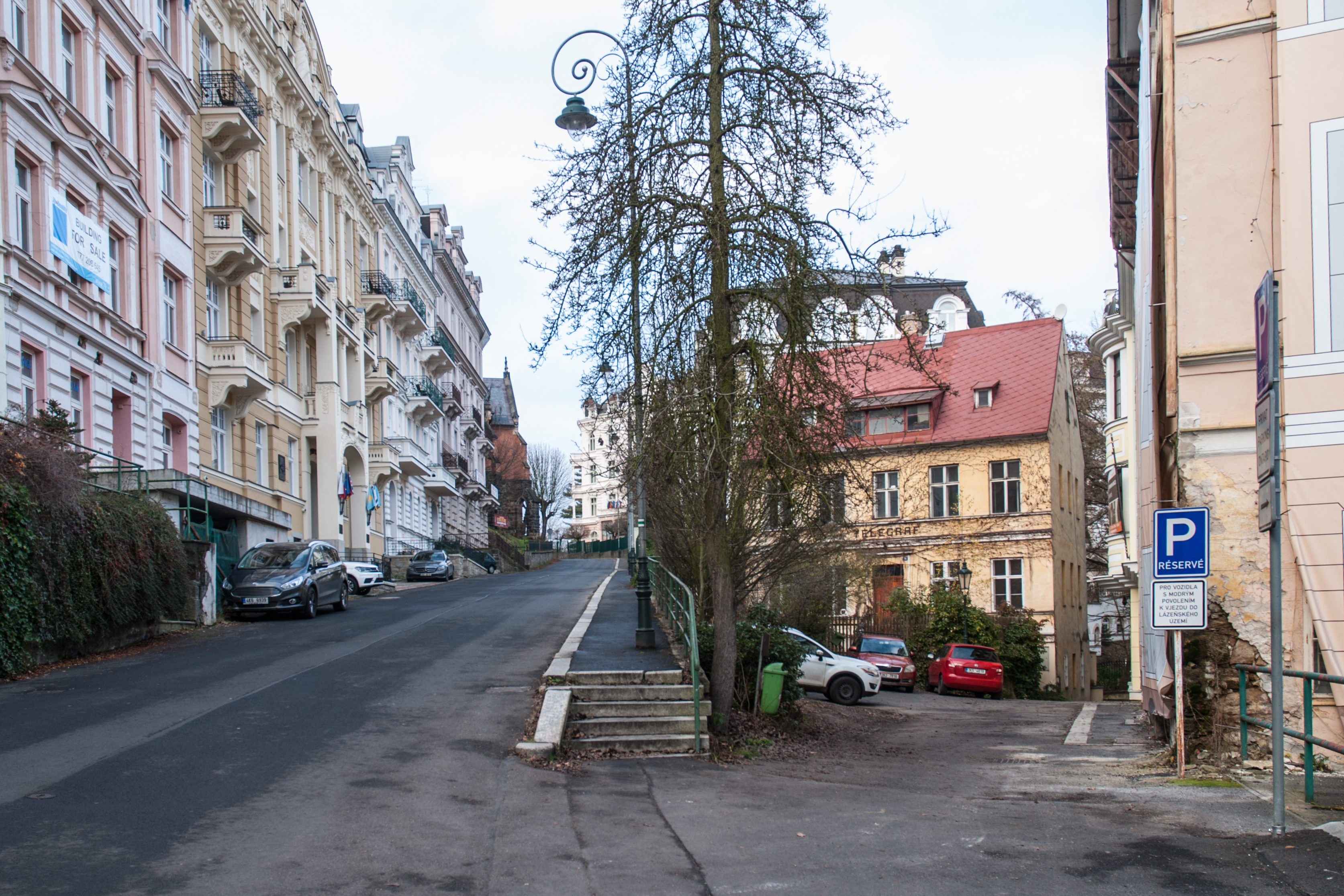
Dům Telegraf a ulice Zámecký vrch,
prosinec 2020

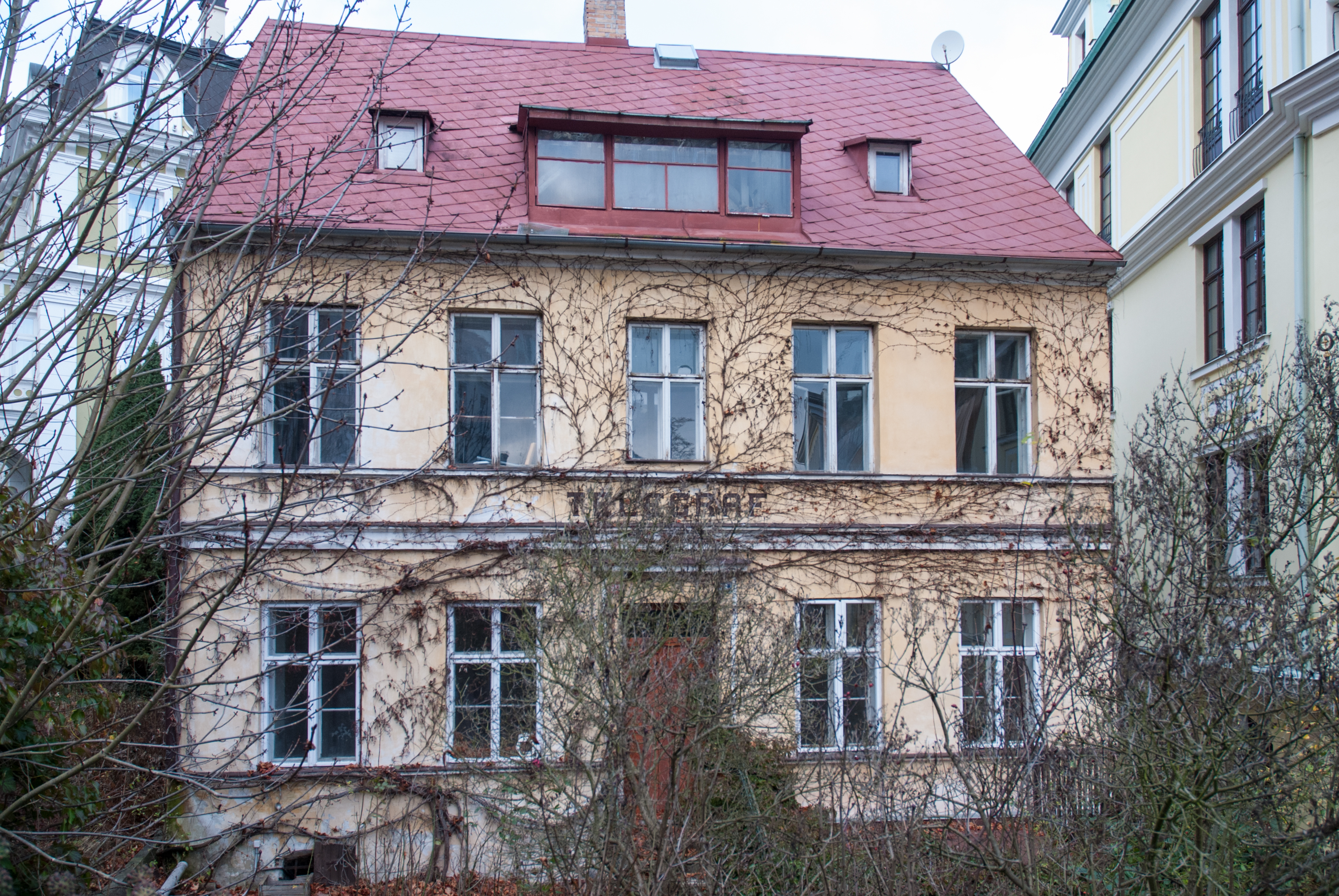
Dům Telegraf, čelní strana,
prosinec 2020

Dům postavil roku 1832 Joseph Dittel. V roce 1884 proběhly drobné úpravy.
Objekt byl několik let opuštěn a chátral. V roce 2014 byl zařazen do programu regenerace Městské památkové zóny Karlovy Vary pro období 2014–2024. Obnova by měla být provedena se zachováním původní podoby včetně všech architektonických a umělecko-řemeslných prvků.
V současnosti (únor 2021) je objekt evidován jako budova s číslem popisným s využitím pro bytový dům se čtyřmi jednotkami ve vlastnictví společnosti Sofie Company s. r. o.

## Popis
Jedná se o jednopatrový, již zděný dům na obdélném půdorysu zastřešený sedlovou střechou. Stojí na masivních barokních základech, ale jeho současnou podobu poznamenal klasicismus. Fasáda je střídmá, členěna pouze průběžnými římsami. Vstup je umístěn ve střední ose, zasazen do pozdně barokního portálu. V interiéru je v ose vstupu umístěno podkovovité schodiště do patra. Sklepy jsou valeně zaklenuty.
Dům zůstal (leden 2020) mimořádně zachován ve svém původním stavu.

### Zahrádka
Před objektem je svérázná zahrádka nemající svou romantikou v Karlových Varech obdoby.